# Leongatha Airport
Leongatha Airport är en flygplats i Australien. Den ligger i kommunen South Gippsland och delstaten Victoria, omkring 110 kilometer sydost om delstatshuvudstaden Melbourne.
Runt Leongatha Airport är det glesbefolkat, med 9 invånare per kvadratkilometer.. Närmaste större samhälle är Leongatha, nära Leongatha Airport.
I omgivningarna runt Leongatha Airport växer i huvudsak städsegrön lövskog. Genomsnittlig årsnederbörd är 1 310 millimeter. Den regnigaste månaden är juni, med i genomsnitt 166 mm nederbörd, och den torraste är januari, med 55 mm nederbörd.